# Професійно-технічні училища Харківської області
У Харківській області діють 58 професійно-технічних навчальних закладів, зокрема:
- 57 закладів державної форми власності;
- один заклад приватної форми власності.

## Заклади державної форми власності
| № з/л | Назва | Рівень атестації | Адреса                                                                        |
| ----- | --- | ---------------- | ----------------------------------------------------------------------------- |
| 1     | Ізюмський професійний ліцей                                                                                              | ІІ               | 64306, м. Ізюм, вул. Л.Чайкіної, 10                                           |
| 2     | Барвінківський професійний аграрний ліцей                                                                                | ІІ               | 64701 , м. Барвінкове, вул. Механізаторів, 1                                  |
| 3     | Богодухівський професійний аграрний ліцей                                                                                | ІІ               | 62103, м. Богодухів, вул. Космічна, 1                                         |
| 4     | Вище професійне училище № 27                                                                                             | ІІІ              | 63734, м. Куп'янськ, смт. Ківшарівка, 1                                       |
| 5     | Вище професійне училище № 6                                                                                              | ІІІ              | 61036, м. Харків, вул. Войкова, 1                                             |
| 6     | Дворічанський професійний аграрний ліцей                                                                                 | ІІ               | 62702, Харківська область, смт. Дворічна, вул. Радянська, 2                   |
| 7     | Ізюмський професійний аграрний ліцей                                                                                     | ІІ               | 64319, Ізюмський район, с. Капитолівка, вул. Перемоги, 18                     |
| 8     | Харківське вище професійне механіко-технологічне училище                                                                 | ІІ               | 61105, м. Харків, вул. Морозова, 20-а                                         |
| 9     | Курязьке професійно-технічне училище                                                                                     | ІІ               | 62300, Дергачівський р-н, с. Подвірки                                         |
| 10    | Харківське вище професійне училище будівництва                                                                           | ІІІ              | 61110, м. Харків, Салтівське шосе, 123                                        |
| 11    | Харківське вище професійне училище сфери послуг                                                                          | ІІІ              | 61001, м. Харків, вул. Якіра, 5                                               |
| 12    | Центр професійно-технічної освіти № 3 м. Харкова                                                                         | ІІІ              | 61121, м. Харків, вул. Владислава Зубенка, 37                                 |
| 13    | Центр професійно-технічної освіти № 4 м. Харкова                                                                         | ІІІ              | 61052, м. Харків, вул. Малопанасівська, 1а                                    |
| 14    | Диканівський навчальний центр №12                                                                                        | ІІ               | 61030, м. Харків, вул. Лелюківська, 1                                         |
| 15    | Зміївський професійний енергетичний ліцей                                                                                | ІІ               | 63460, Зміївський р-н, с. Комсомольське                                       |
| 16    | Качанівський навчальний центр №54                                                                                        | ІІ               | 61124, м. Харків, провулок Вишневий, 16                                       |
| 17    | Красноградський професійний ліцей                                                                                        | ІІ               | 63301, Харківська обл., м. Красноград, вул. Московська, 45а                   |
| 18    | Краснокутський професійний аграрний ліцей                                                                                | ІІ               | 62008, Краснокутський р-н, с. Чернещина, вул. Петровського,40                 |
| 19    | Куп'янський професійний аграрний ліцей                                                                                   | ІІ               | 63700, м. Куп'янськ, вул. 1 Травня,47                                         |
| 20    | Куп'янський професійний ліцей                                                                                            | ІІ               | 63700, м. Куп'янськ, вул. Ювілейна,4                                          |
| 21    | Лозівський професійний ліцей                                                                                             | ІІІ              | 64660, м. Лозова, вул. Свободи, 4а                                            |
| 22    | Люботинський професійний ліцей залізничного транспорту                                                                   | ІІ               | 62433, м. Люботин, вул. Шевченка,130                                          |
| 23    | Одноробівський професійний аграрний ліцей                                                                                | ІІ               | 31213, Золочівський р-н, с. Одноробівка, 45                                   |
| 24    | Олексіївський навчальний центр №25                                                                                       | ІІ               | 61242, м. Харків, вул. Цезаря Кюі, 44                                         |
| 25    | Панютинський професійний аграрний ліцей                                                                                  | ІІ               | 64660, Лозівський р-н, с. Панютине, вул. Комінтерна, 42                       |
| 26    | Первомайський професійний ліцей                                                                                          | ІІ               | 64102, м. Первомайський, вул. Жовтнева,4а                                     |
| 27    | Петрівський професійний аграрний ліцей                                                                                   | ІІ               | 64282, Харківська область, Балаклійський р-н, с. Петрівське, вул. Ханіна, 51  |
| 28    | Професійно-технічне училище № 13                                                                                         | ІІ               | 61036, м. Харків, вул. Войкова, 1                                             |
| 29    | Професійно-технічне училище № 32                                                                                         | ІІ               | 61038, м. Харків, вул. Спортивна,9                                            |
| 30    | Професійно-технічне училище № 60                                                                                         | ІІ               | 64003, смт Кегичівка, вул. Калініна,30                                        |
| 31    | Рокитненський професійний аграрний ліцей                                                                                 | ІІ               | 63211, Нововодолазький р-н, с. Рокитне, вул. Пролетарська,44                  |
| 32    | Старосалтівський професійний аграрний ліцей                                                                              | ІІ               | 62560, Харківська область, Вовчанський р-н, с. Ст. Салтів, вул. Культури, 1   |
| 33    | Темнівський навчальний центр №100                                                                                        | ІІ               | 62493, с. Темнівка Харківського р-ну Харківської області                      |
| 34    | Харківський навчальний центр №43                                                                                         | ІІ               | 61089, м. Харків, вул. Таджицька, 17                                          |
| 35    | Харківський професійний ліцей швейного виробництва та побуту Української інженерно-педагогічної академії                 | ІІ               | 61012, м. Харків, вул. Червоножовтнева, 2                                     |
| 36    | Харківський професійний будівельний ліцей                                                                                | ІІ               | 61038, м. Харків, вул. Камишева, 16/12                                        |
| 37    | Харківський професійний електротехнічний ліцей                                                                           | ІІ               | 61006, м. Харків, пр. Гагаріна, 11                                            |
| 38    | Харківський професійний ліцей будівництва                                                                                | ІІ               | 61174, м. Харків, пр. Перемоги, 55в                                           |
| 39    | Харківський професійний ліцей будівництва й автотранспорту                                                               | ІІ               | 61031, м. Харків, пр. Гагаріна,211                                            |
| 40    | Державний навчальний заклад «Регіональний центр професійної освіти інноваційних технологій будівництва та промисловості» | ІІ               | 61099, м. Харків, бульвар Б. Хмельницького, 30                                |
| 41    | Харківський професійний ліцей будівництва та комунального господарства                                                   | ІІ               | 61003, м. Харків, пр. Московський,19                                          |
| 42    | Харківський професійний ліцей залізничного транспорту                                                                    | ІІ               | 61017, м. Харків, вул. Серіківська,41                                         |
| 43    | Харківський професійний ліцей зв'язку                                                                                    | ІІ               | 61003, м. Харків, вул. Клочківська,5                                          |
| 44    | Харківський професійний ліцей машинобудування                                                                            | ІІ               | 61023, м. Харків, вул. Пушкінська, 87                                         |
| 45    | Харківський професійний ліцей харчових технологій і торгівлі                                                             | ІІ               | 61031, м. Харків, вул. Аерофлотська, 8                                        |
| 46    | Харківський професійний ліцей хлібопекарного виробництва                                                                 | ІІ               | 61125, м. Харків, пр. Гагаріна,10/1                                           |
| 47    | Харківський професійний ліцей швейних технологій                                                                         | ІІ               | 61012, м. Харків, провулок Куйбишева, 7                                       |
| 48    | Харківський професійний ліцей швейного та хутрового виробництва                                                          | ІІ               | 61020, м. Харків, пр. Постишева, 30                                           |
| 49    | Харківський професійний машинобудівний ліцей                                                                             | ІІ               | 61157, м. Харків, вул. Селянська, 84                                          |
| 50    | Харківський професійний монтажно-будівельний ліцей                                                                       | ІІ               | 61034, м. Харків, Комсомольське шосе, 56                                      |
| 51    | Харківський професійний поліграфічний ліцей                                                                              | ІІ               | 61038, м. Харків, вул. Івана Камишева, 37                                     |
| 52    | Холодногірський навчальний центр №18                                                                                     | ІІ               | 61052, м. Харків, вул. Рубанівська, 4                                         |
| 53    | Центр професійно-технічної освіти № 1                                                                                    | ІІІ              | 61138, м. Харків, бул. I. Каркача, 20                                         |
| 54    | Центр професійно-технічної освіти № 2                                                                                    | ІІІ              | 61121, м. Харків, вул. Владислава Зубенка, 39                                 |
| 55    | Чугуївський професійний аграрний ліцей                                                                                   | ІІ               | 63503, Харківська область, м. Чугуїв, пл. Жовтня, 10а                         |
| 56    | Чугуївський професійний ліцей                                                                                            | ІІ               | 63503, м. Чугуїв, вул. Щорса, 56                                              |
| 57    | Шевченківський професійний аграрний ліцей                                                                                | ІІ               | 63601 Харківська область, Шевченківський р-н, с. Шевченкове, вул. Гордєєва,54 |

## Заклади приватної форми власності
В області діє один професійно-технічний навчальний заклад приватної форми власності — Навчальний науково-виробничий центр «Укртехпрогрес».

## Заклади з правом підготовки «молодших спеціалістів»
Три професійно-технічних навчальних заклади області мають право готувати «молодших спеціалістів»:
- Вище професійне училище № 27[5];
- Центр професійно-технічної освіти № 2[6];
- Центр професійно-технічної освіти № 1[7].

## Історія
7 квітня 2010 року виконавчий комітет Харківської міської ради затвердив список робочих місць на підприємствах, організаціях і установах на 2010 рік для дітей-сиріт і дітей, позбавлених батьківського піклування, які в 2010 році закінчують навчання у професійно-технічних закладах.